# Obsjtina Gabrovo
Obsjtina Gabrovo (bulgariska: Община Габрово) är en kommun i Bulgarien.   Den ligger i regionen Gabrovo, i den centrala delen av landet, 160 km öster om huvudstaden Sofia.
Obsjtina Gabrovo delas in i:
- Vranilovtsi
- Găbene
- Donino
- Draganovtsi
- Zjăltesj
- Popovtsi
- Javorets

Följande samhällen finns i Obsjtina Gabrovo:
- Gabrovo

Runt Obsjtina Gabrovo är det i huvudsak tätbebyggt. Runt Obsjtina Gabrovo är det ganska tätbefolkat, med 124 invånare per kvadratkilometer.